# Gärdvattnet
Gärdvattnet är en sjö i Strömsunds kommun i Jämtland och ingår i Ångermanälvens huvudavrinningsområde. Sjön har en area på 2,71 kvadratkilometer och ligger 339,2 meter över havet. Sjön avvattnas av vattendraget Storån (Risedeån).

## Delavrinningsområde
Gärdvattnet ingår i det delavrinningsområde (714067-146824) som SMHI kallar för Utloppet av Gärdvattnet. Medelhöjden är 422 meter över havet och ytan är 29,03 kvadratkilometer. Räknas de 110 avrinningsområdena uppströms in blir den ackumulerade arean 361,97 kvadratkilometer. Storån (Risedeån) som avvattnar avrinningsområdet har biflödesordning 3, vilket innebär att vattnet flödar genom totalt 3 vattendrag innan det når havet efter 259 kilometer. Avrinningsområdet består mestadels av skog (87 procent). Avrinningsområdet har 2,69 kvadratkilometer vattenytor vilket ger det en sjöprocent på 9,3 procent.